# North Muskegon
North Muskegon város USA Michigan államában, Muskegon megyében. Lakosainak száma 4093 fő (2020. április 1.).

## Népesség
A település népességének változása:

| 2010 | 3 786 |
| 2020 | 4 093 |